# Syndicat national unifié des directeurs, instituteurs et professeurs des écoles de l’enseignement public FO
Le Syndicat national unifié des directeurs, instituteurs et professeurs des écoles de l’enseignement public FO (SNUDI -FO) est le syndicat des enseignants du premier degré de Force ouvrière.

## Historique
Le SNUDI-FO a été constitué le 17 mars 1983 de la réunion de deux syndicats : le syndicat national des Directeurs et Directrices d'Ecoles Publiques FO (SND) créé en 1949 affilié à la FNEC FO depuis 1971 (après un vote de près de 80 % lors de son congrès de Saint-Germain en Laye tenu du 19 au 21 février 1971), et le syndicat des Instituteurs FO, créé par une fraction scissionniste du SNI. Son premier secrétaire général est Jean-Loup Bouvier ancien secrétaire général du Syndicat des instituteurs FO. Le premier congrès se tient du 25 au 27 avril à Lacanau.  
Sous le ministère d'Alain Savary, ministre de l'éducation du gouvernement socialiste dirigé par Pierre Mauroy, ce syndicat s'oppose à la doctrine de l'« unification laïque » de l'enseignement défendue par la FEN, à la politique de « désindexation des salaires sur les prix » , à la « décentralisation » du gouvernement et à la « transformation de l'école ». Ses dirigeants sont souvent issus du PCI ou des partis de droite. Ce syndicat permet aussi à FO de lutter contre la prédominance, à l'époque, de la FEN au sein des enseignants. Après avoir percé aux élections professionnelles en 1984 , le SNUDI-FO connaît ensuite un tassement aux élections suivantes, réunissant en 1987, 7,4 % des voix chez les instituteurs (contre 11,4 % trois ans plus tôt) et 8,2 % dans le second degré (contre 14,8 %),. Il défend une conception conservatrice de l'école, qui doit rester, pour les membres de ce syndicat, un lieu de transmission des connaissances préservé des influences extérieures notamment de celle des parents d'élèves et des entreprises.  
Le 4 février 1987, le SNUDI-FO manifeste, comme le SNI (FEN) et le SGEN-CFDT, contre le décret des maîtres-directeurs, proposé par René Monory,.
En 2007, il s'oppose au décret relatif à l’expérimentation des établissements publics d’enseignement primaire qu'il considère comme une menace contre la pérennité de l’école communale, laïque et républicaine et contre l’existence du statut de fonctionnaire d’Etat de ses maîtres.

## Organisation
Les adhérents du SNUI-FO sont groupés en sections départementales dotées d'un Bureau comprenant au moins un secrétaire général, un trésorier, un secrétaire général adjoint. 
L’orientation du syndicat et le contrôle de sa gestion appartiennent au congrès national qui se réunit tous les trois ans :
- Ier congrès à Lacanau du 25 au 27 avril 1983,
- IIe congrès à Sèvres du 13 au 16 janvier 1986,
- IIIe congrès à Paris en mai 1989,
- congrès extraordinaire en mai 1990,
- IVe congrès à Creil en 1993,
- Ve congrès à Auxerre en 1996,
- VIe congrès au Croisic en 1999,
- VIIe congrès à Super Besse en 2002,
- VIIIe congrès à Blainville-sur-Mer en 2005,
- IXe congrès à Seignosse en mars 2008,
- Xe congrès à Montreuil en novembre 2011,
- XIe congrès à Seignosse en avril 2013,
- XIIe congrès à Gravelines en octobre 2016
- XIIIe congrès à Clermont-Ferrand les 16 et 17 octobre 2019

Le Bureau National du SNUDI-FO assure l’administration du Syndicat. Il est chargé d’exécuter les décisions du Congrès et du Conseil National, de représenter le Syndicat, d’agir en son nom toutes les fois qu’il sera nécessaire. Depuis 2008, Norbert Trichard est le secrétaire général, il était auparavant trésorier national du syndicat.
Le siège du SNUDI-FO est sis 6, rue Gaston Lauriau - 93513 Montreuil cédex.
Le SNUDI-FO édite une publication : l'Ecole syndicaliste.

## Positions
Le SNUDI-FO défend le statut de fonctionnaire d’État et les garanties statutaires particulières aux enseignants du premier degré. À ce titre, il s'oppose à la territorialisation de l’école et des services publics contenus dans l’acte III de la décentralisation et combat pour l’abrogation du décret sur les rythmes scolaires.
Il revendique une revalorisation des rémunérations : 5 % d’augmentation du point d’indice et 44 points d’indice au titre du rattrapage des douze points de perte de pouvoir d’achat par rapport à l’inflation sur les dix dernières années. Il exige l’arrêt du gel du point d’indice.
Le SNUDI-FO demande que soient bien distingués le scolaire et le périscolaire. 
Fidèle aux principes de la charte d'Amiens, le SNUDI-FO refuse toute cogestion, toute compromission avec la hiérarchie, le ministère, les élus politiques et les groupes de pression quels qu’ils soient.

## Représentativité
En 2008, le SNUDI FO devient le 3e syndicat du 1er degré, réunissant 7,81 % des voix, derrière le SNUIPP-FSU, qui est prédominant dans le premier degré avec 47,05 %, et le SE-UNSA, qui obtient 22,95 %.
Lors des élections professionnelles d'octobre 2011, le SNUDI-FO a obtenu 12 997 voix ce qui confirme sa position de troisième organisation syndicale des instituteurs et des professeurs des écoles.
Avec 19 964 suffrages lors des élections professionnelles de 2014, le SNUDI FO gagne 6 964 voix et représente désormais 13,40 % des professeurs des écoles.